# 렛 미 아웃
《렛 미 아웃》(Let Me Out)은 2013년에 개봉한 영화이다.

## 캐스팅
- 권현상 : 무영 역
- 박희본 : 아영 역
- 한근섭 : 용운 역
- 여무영 : 변 교수 역
- 한국진 : 양익춘 역
- 김기범 : 폐인 선배 역
- 최현정 : 선혜 역
- 이혁영 : 천영노 역
- 이현희 : 수지 역
- 조윤정 : 나나 역
- 김대준 : 승호 역
- 최형태 : 주노 역
- 권겸민 : 사운드 박 역
- 오재세 : 붐 마이크 역
- 김영진 : 좀비 1 역
- 천찬양 : 좀비 2 역
- 고봉주 : 봉주 / 좀비 3 역
- 박종환 : 좀비 4 역
- 이명세 : 본인 역 (특별출연)